# Canadá en los Juegos Olímpicos de Estocolmo 1912
Canadá estuvo representado en los Juegos Olímpicos de Estocolmo 1912 por un total de 37 deportistas que compitieron en 7 deportes.  
El portador de la bandera en la ceremonia de apertura fue el atleta Duncan Gillis.

## Medallistas
El equipo olímpico canadiense obtuvo las siguientes medallas:
| Nombre           | Deporte   | Competición         |
| ---------------- | --------- | ------------------- |
| Oro              |           |                     |
| George Goulding  | Atletismo | 10 km marcha M      |
| George Hodgson   | Natación  | 400 m libre M       |
| George Hodgson   | Natación  | 1500 m libre M      |
| Plata            |           |                     |
| Calvin Bricker   | Atletismo | Salto de longitud M |
| Duncan Gillis    | Atletismo | Martillo M          |
| Bronce           |           |                     |
| William Halpenny | Atletismo | Salto con pértiga M |
| Frank Lukeman    | Atletismo | Pentatlón M         |
| Everard Butler   | Remo      | Scull ind. (M1x) M  |